# Sumber Jaya (Waway Karya)
Sumber Jaya is een bestuurslaag in het regentschap Lampung Timur van de provincie Lampung, Indonesië. Sumber Jaya telt 3847 inwoners (volkstelling 2010).